# Federação das Indústrias do Estado do Maranhão
A Federação das Indústrias do Estado do Maranhão, também conhecida como FIEMA, é a principal entidade de representação das indústrias do estado do Maranhão. Sedia-se na cidade de São Luís.
O Sistema FIEMA é composto pelos Departamentos Regionais do Serviço Social da Indústria (SESI-MA); do Serviço Nacional de Aprendizagem Industrial (SENAI-MA) e do Instituto Euvaldo Lodi (IEL-MA).

## História
Foi fundada no dia 26 de novembro de 1956, tendo como primeiro presidente Haroldo Cavalcanti, porém logo depois a carta sindical da FIEMA foi cassada, sendo adquirida uma nova em 1968 concedida pelo então ministro do trabalho Jarbas Passarinho à um grupo de empresários liderados pelo industrial Alberto Abdalla, já falecido.
Apesar de sua longa história a FIEMA teve, até agora, somente três presidentes. De 1968 a 2000 Alberto Abdalla reinou soberano como presidente da instituição, sendo fundador e criador da estrutura do SESI e do SENAI no Maranhão, presidente dos conselhos diretores do SESI e do SENAI no Maranhão durante o mesmo período, de 32 anos. Abdalla também foi fundador e primeiro presidente do conselho deliberativo do SEBRAE no Maranhão, cargo o qual acumularia com a presidência do sistema FIEMA por 12 anos.
No dia 30 de março de 2009, o industrial do ramo da Construção Civil, Edilson Baldez das Neves, foi eleito por unanimidade para atuar no período de 2009-2012,  sendofoi reeleito para o quadriênio 2013-2017 e reeleito novamente para o quadriênio 2017-2021.
A FIEMA tem organizado a Expo Indústria, maior feira multissetorial do Nordeste do Brasil.

## Sindicatos
A Federação das Indústrias do Estado do Maranhão conta com 29 sindicatos filiados:
- Sindicato das indústrias de cerâmica para construção do estado do maranhão - sindicerma
- Sindicato da indústria da construção rodoviaria do estado do maranhão - sindicor
- Sindicato da indústria de carne e derivados do estado do maranhão – sindicarne
- Sindicato da indústria de panificação e confeitaria de imperatriz - simpancimp
- Sindicato da indústria de reparação de veículos e acessórios do estado do maranhão - sindirepa
- Sindicato das indústrias da construção civil do estado do maranhão - sinduscon
- Sindicato das indústrias de bebidas do estado do maranhão - sindibebidas
- Sindicato das indústrias de cana e alcool do estado do maranhão - sindicanalcool
- Sindicato das indústrias de carvão vegetal do estado do maranhão - sicam
- Sindicato das indústrias de construção de estradas terraplenagem e obras de engenharia em geral da região tocantina - sinduscon do oeste
- Sindicato das indústrias de curtimento de couros e peles no estado do maranhão - sindicouro
- Sindicato das indústrias de fabricação de peças, ornatos, estruturas de cimento, gêsso e amianto no estado  do maranhão - sindipremoldados
- Sindicato das indústrias de ferro gusa do estado do maranhão – sifema
- Sindicato das indústrias de leite e derivados do estado do maranhão – sindileite
- Sindicato das indústrias de madeiras e móveis de imperatriz e região - sindimir
- Sindicato das indústrias de malharia e de confecções de roupas em geral do estado do maranhão - sindivest
- Sindicato das indústrias de óleos, sabão, velas e produtos químicos e farmacêuticos de caxias, codó, pedreiras, bacabal e lago da pedra - sindicocal
- Sindicato das indústrias de panificação e confeitaria de são luís - sindipan
- Sindicato das indústrias do arroz do estado do maranhão - sindiarroz
- Sindicato das indústrias gráficas do estado do maranhão- sindgraf
- Sindicato das indústrias metalúrgicas, mecânica e de material elétrico de imperatriz - simetal
- Sindicato das indústrias metalúrgicas, mecânica e de material elétrico de são luís - sindimetal
- Sindicato intermunicipal das indústrias de óleos vegetais e de produtos químicos e farmacêuticos no estado do maranhão- sindoleo

Já fizeram parte, mas atualmente estão afastados:
- Sindicato das indústrias de serrarias, compensados e laminados do estado do maranhão - sindiserra
- Sindicato das indústrias de fabricação de calçados de couros de são luís - sindicalçados
- Sindicato das indústrias de fiação e tecelagem em geral do estado do maranhão - sinditecelagem
- Sindicato das indústrias de construções elétricas do maranhão – sindicema
- Sindicato das indústrias de plásticos em geral do estado do maranhão - sindiplast
- Sindicato de extração de fibras vegetais e descaroçamento do algodão do estado do maranhão - sindifibras